# Crevette Bigeard
L’expression « crevettes Bigeard » désigne les personnes qui ont été exécutées lors de « vols de la mort », en étant jetées depuis un hélicoptère en mer Méditerranée, les pieds coulés dans une bassine de béton, lors de la guerre d’Algérie (1954-1962), plus particulièrement pendant la bataille d’Alger en 1957, entre janvier et septembre.
Bien qu'ayant reconnu l'usage de la torture pendant la guerre d’Algérie, le général Bigeard a toujours nié que les troupes placées sous son commandement s'y fussent livrées, à la différence du général Paul Aussaresses. L'implication du général Bigeard n'a jamais été démontrée.

## Terminologie
Le terme « crevette » était employé par les militaires français pour désigner, par métaphore, les indépendantistes capturés, les deux pieds insérés dans du béton coulé, et lâchés au fond de la Méditerranée. Pendant la bataille d'Alger, les cadavres repêchés dans le port de la ville étaient parfois surnommés les « crevettes Bigeard ».

## Histoire
Bien que le terme de « crevette Bigeard » soit lié au colonel français qui a œuvré durant la guerre d'Algérie, cette méthode d'exécution a été utilisée sur d'autres champs de bataille ou par des dictatures.

### Durant la guerre d'Indochine
Le sergent de la Légion étrangère Henryk Szarek a révélé dans un livre paru en 1988 l’utilisation pendant la guerre d’Indochine de ce mode opératoire, qui est également utilisé et évolue pendant la guerre d’Algérie. Il raconte ainsi qu'un soir de 1951, il voit une Jeep s’arrêter, malgré l’interdiction, au milieu du pont Doumer, à l'entrée d'Hanoi, et découvre le lendemain que des cadavres lestés ont été jetés dans le fleuve Rouge.

### Durant la guerre d'Algérie
L'ancien secrétaire général de préfecture d'Alger, chargé des missions de police générale, Paul Teitgen, nommé en août 1956, révéla que plusieurs centaines de personnes ont été exécutées par cette méthode, sans procès, sur ordre du général Jacques Massu et du colonel Marcel Bigeard, qui disposaient alors de pouvoirs étendus et d'un blanc-seing du pouvoir politique pour stopper les attentats terroristes à répétition du Front de libération nationale (FLN). Ancien résistant et déporté durant la Seconde Guerre mondiale, il avait démissionné le 12 septembre 1957 de son poste, en réponse aux actes de tortures (qu'il avait lui-même subis de la part de la Gestapo) et à ces exécutions extra-judiciaires. Le général Bigeard n'a jamais confirmé ces allégations. Il décrit la méthode : « Bigeard… Ce courageux Bigeard… Lorsqu’il arrêtait quelqu’un, il lui mettait les pieds dans une cuvette, y faisait couler du ciment à prise rapide et le précipitait en mer du haut d’un hélicoptère ».
Paul Teitgen estime à 3 024 le nombre d'Algériens ainsi disparus. Étudiant cette source, l'historien Guy Pervillé a souligné les problèmes historiographiques que posaient les estimations de disparus fournis par Yves Courrière sur la base du document de Paul Teitgen.
Selon Henri Pouillot, ancien militaire appelé à la villa Sésini, un des centres de torture d’Alger entre 1961 et 1962, la méthode a été inventée par Marcel Bigeard et des dizaines de milliers d'Algériens auraient disparu ainsi.

### Dictature militaire en Argentine
Selon l'Obs, lors du coup d'État de 1976 en Argentine, « tous les officiers de la junte ont été formés par des Français ! Ils rejouent la bataille d’Alger à grande échelle : 30 000 personnes disparaissent, beaucoup lors de vuelos de la muerte (« vols de la mort »), nouveau nom des « crevettes Bigeard ». ».